# Плевако (сериал)
«Плева́ко» — российский историко-детективный сериал по мотивам реальной истории жизни российского адвоката Фёдора Плевако. Главную роль в сериале исполняет Сергей Безруков. Производством проекта занимается Творческо-производственное объединение «Рок» при участии телеканала «НТВ» и онлайн-кинотеатра Premier и при поддержке Института развития интернета. Лауреат национальной кинопремии «Ника» (2025). 
Цифровая премьера двух первых серий состоялась 7 ноября 2024 года в онлайн-кинотеатре Premier. Новые серии размещались еженедельно по четвергам. Две заключительных серии вышли 12 декабря 2024 года — в День Конституции Российской Федерации.
Телевизионный премьерный показ пройдёт на телеканале «НТВ» с 23 по 27 декабря 2024 года в 20:00.

## Сюжет
Помимо великолепной юридической подготовки присяжный поверенный Николай Фёдорович Плевако обладает острым умом, огромным жизненным опытом и блестящим ораторским талантом. Он умеет несколькими простыми, всем понятными словами раскрыть содержание самых сложных и труднообъяснимых правовых конструкций — таких как малозначительность содеянного и отсутствие общественной опасности, совершение деяния в состоянии аффекта, необходимая оборона, совершение преступления впервые, провокации со стороны потерпевших, — способных помочь его подзащитным, смягчить или вовсе нейтрализовать обвинение. Это помогает ему одерживать яркие победы в очень непростых судебных процессах.
В 1880 году внезапно в конторе адвоката начинают проводиться обыски, в газетах появляется целая серия неприятных публикаций, а вспыхнувшие взаимные чувства к чужой жене рискуют обернуться для обоих катастрофой. Сможет ли Плевако сохранить свою любовь, карьеру и репутацию, продолжая и дальше помогать людям?

## Актёры и роли

### В главных ролях
| Актёр               | Роль |
| ------------------- | --- |
| Сергей Безруков     | Николай Фёдорович Плевако (прототип — Фёдор Никифорович Плевако)                                                    |
| Николай Шрайбер     | Василий Васильевич Демидов промышленник, миллионщик                                                                 |
| Ольга Лерман        | Мария Андреевна Демидова жена Василия                                                                               |
| Мария Смольникова   | Юля (Юлия Фёдоровна) Плевако сестра и стенографистка Николая                                                        |
| Олег Савцов         | Роман Павлович Шубнинский начинающий адвокат, помощник Николая Плевако                                              |
| Игорь Гордин        | Константин Петрович Победоносцев обер-прокурор Святейшего Правительствующего Синода, действительный тайный советник |
| Виталий Коваленко   | Савва Иванович Мамонтов друг Николая, крупнейший предприниматель, меценат                                           |
| Зоя Бербер          | Саша (Александра Ивановна) Плевако жена Николая                                                                     |
| Марк-Малик Мурашкин | Серёжа Плевако 12-летний сын Николая и Саши                                                                         |
| Сергей Вершинин     | Глухов прокурор, представляющий сторону обвинения в большинстве судебных процессов с участием Плевако               |
| Павел Астахов       | Одоевский судья Московского окружного суда                                                                          |
| Александр Обласов   | Пётр Андреевич Караулов следователь                                                                                 |
| Евгений Гомоной     | Матвей кучер Николая                                                                                                |
| Игорь Грабузов      | Генрих Карлович Шульц чиновник особых поручений при обер-прокуроре Святейшего Синода Константине Победоносцеве      |
| Влад Тирон          | Иван Васильевич Носов студент, революционер                                                                         |

### В ролях
| Актёр                | Роль                                                                                         |
| -------------------- | -------------------------------------------------------------------------------------------- |
| Алиса Клагиш         | Настя Демидова дочь Марии и Василия                                                          |
| Алиса Прохорова      | Нина Демидова дочь Марии и Василия                                                           |
| Ника Перинац         | Варвара горничная Саши                                                                       |
| Наталья Шклярук      | Екатерина Александровна супруга Константина Петровича Победоносцева                          |
| Инга Манджиева       | мать Николая Плевако в молодости                                                             |
| Алексей Варущенко    | Александр Осипович Мордвин-Щодро штабс-ротмистр Гусарского полка                             |
| Владимир Большов     | Александр II император                                                                       |
| Максим Щёголев       | Александр III император                                                                      |
| Александр Арсентьев  | Сергей Юльевич Витте                                                                         |
| Лукерья Ильяшенко    | Сонька — Золотая Ручка                                                                       |
| Даниил Воробьёв      | Сергей Сергеевич Корсаков психиатр                                                           |
| Леонид Громов        | Андрей Владимирович Орехов отец Марии Демидовой                                              |
| Ксения Трейстер      | Прасковья Петровна Качка незаконнорожденная мещанка, сирота                                  |
| Владимир Балдов      | директор театра                                                                              |
| Сергей Мудрицкий     | репортёр                                                                                     |
| Максим Битюков       | Битмид отчим Прасковьи                                                                       |
| Владислав Князев     | Байрашевский сын банкира                                                                     |
| Антонина Медведева   | мать Николая и Юлии Плевако                                                                  |
| Павел Ворожцов       | Аркадий Григорьевич Коншин мануфактурщик                                                     |
| Александр Смирнов    | Андрей Стекольщиков                                                                          |
| Полина Моро          | Настасья Зайцева                                                                             |
| Анна Уколова         | Прасковья Ильинична Медынцева                                                                |
| Елена Морозова       | игуменья Митрофания                                                                          |
| Сергей Барковский    | Никита Еремеевич Солодовников купец                                                          |
| Пётр Черняев         | отец Илларион                                                                                |
| Иван Федотов         | Михаил Дроздов священник                                                                     |
| Мария Баянкина       | Мария Николаевна Висновская актриса                                                          |
| Евгений Шварц        | Бартенёв корнет                                                                              |
| Олег Филипчик        | Елизарьев мануфактурщик                                                                      |
| Евгений Пеккер       | Шерстяникин                                                                                  |
| Артемий Корочков     | посол Англии                                                                                 |
| Заза Чантурия        | князь Грузинский                                                                             |
| Елена Цагина         | мать князя Грузинского                                                                       |
| Диана Егорова        | Ольга Грузинская                                                                             |
| Иван Рыжиков         | Фома Кузьмич                                                                                 |
| Артём Шевченко       | Семён Степанович Замятин                                                                     |
| Анастасия Дворянская | Анна Алексеевна Замятина                                                                     |
| Ольга Лапшина        | Варвара Игнатьевна Дубровина мать Александры Максименко                                      |
| Роман Васильев       | Антонин Фёдорович Максименко деверь Александры Максименко, наследник Товарищества Максименко |
| Варвара Феофанова    | Александра Егоровна Максименко                                                               |
| Михаил Сотников      | Аристарх Резников помощник Антонина Максименко                                               |
| Игорь Матвиенко      | Пётр Ильич Чайковский композитор                                                             |
| Илья Шидловский      | Дмитрий Дмитриевич Ляховский следователь                                                     |
| Александр Калько     | Гинзбург барон                                                                               |
| Владимир Щербаков    | патологоанатом                                                                               |
| Игорь Верник         | Алексей Васильевич Бобринский граф, много лет влюблённый в Марию Демидову                    |
| Александра Лукьянова | Катя / Фёкла                                                                                 |
| Юрий Вотяков         | купец / священник                                                                            |
| Всеволод Волнов      | Валентин Александрович Серов живописец                                                       |
| Данила Рудов         | Фёдор Плевако сын Марии и Николая                                                            |
| Денис Парамонов      | Сергей Плевако сын Саши и Николая                                                            |
| Юрий Лопарёв         | Иван Иванович нотариус                                                                       |

## История создания
Идея снять сериал прозвучала в 2017 году в ходе VII Петербургского международного юридического форума на сессии «Художественный образ адвоката как двигатель развития профессии: почему адвокат так и не стал героем нашего времени».
«Негласным консультантом» сериала был действующий адвокат Генри Резник.
Сыграть роль Плевако Сергею Безрукову предложил генеральный продюсер сериала Алексей Учитель.
В сериале в массовых сценах снялись трое детей исполнителя заглавной роли, сопродюсера Сергея Безрукова и автора сценария, режиссёра проекта Анны Матисон: 8-летняя Мария качалась на качелях в одной из сцен, а 5-летний Степан и 3-летний Василий играли в кадре вместе с другими ребятами.
Роль Юлии Плевако была специально переписана под актрису Марию Смольникову, чтобы ей было интересно развивать свою героиню от серии к серии.
Сериал снят по мотивам реальной истории жизни российского адвоката, поэтому главного героя зовут Николай Фёдорович Плевако, а не Фёдор Никифорович Плевако.
Съёмки сериала проходили с ноября 2022 года по февраль 2024 года в Москве, Московской области, а также на исторической родине Фёдора Плевако — в Троицке.. Идея съёмок сериала в городе Троицке принадлежит губернатору Челябинской области Алексею Текслеру.
В проекте были задействованы более 270 объектов, около 300 персонажей и около двух тысяч актёров массовых сцен, 16 экипажей и 35 лошадей, более 2 500 костюмов.
7 июня 2024 года сериал был представлен на Петербургском международном экономическом форуме в рамках закрытого мероприятия Института развития интернета в Конюшенном флигеле Юсуповского дворца на реке Мойке.
20 июня 2024 года «Плевако» стал сериалом открытия VI фестиваля сериалов «Пилот» в Иваново.
25 августа 2024 года сериал был представлен на Московской международной неделе кино.
29 октября 2024 года в московском киноцентре «Октябрь» прошла светская премьера сериала, где были показаны две первых серии.
27 ноября 2024 года стало известно, что первые четыре серии набрали брали 3 млн просмотров в онлайн-кинотеатре Premier. Таким образом, проект показал рекордные просмотры и динамику среди оригинальных сериалов 2024 года на платформе. По итогам 2024 года «Плевако» стал самым популярным сериалом в онлайн-кинотеатре Premier.

## Серии
| № серии | Премьера        | Описание серии |
| ------- | --------------- | --- |
| 1       | 7 ноября 2024   | 1880 год. Москву потрясло хладнокровное убийство: студентка Прасковья Качка застрелила своего возлюбленного, дворянина Байрашевского. Ревность? Политика? Или что-то другое? За кажущееся безнадёжным дело берётся адвокат Плевако, погружаясь в шокирующие подробности жизни девушки.                                                                                 |
| 2       | 7 ноября 2024   | Контора Плевако подвергается жестким обыскам. Шаткое положение адвоката может усугубиться, если между мануфактурщиками и рабочими-бунтовщиками он выберет защищать последних. Настроения в обществе накаляются, а внутри Плевако разгорается новое чувство. |
| 3       | 14 ноября 2024  | Несмотря на запугивания Победоносцева, угрозы близким от Соньки — Золотой Ручки и непонимание супруги, Плевако берётся за дело, которое мгновенно обращает против него и власть имущих, и простых людей. Под подозрением в махинациях с подложными векселями оказывается игуменья Серпуховского Владычного женского монастыря Митрофания — святая в глазах окружающих. |
| 4       | 14 ноября 2024  | В Москве разыгралась настоящая трагедия: убита оперная дива Висновская. Задержан молодой корнет Бертенёв, но час убийства начисто стёрт из его памяти. Любовь, театр и безумие сплетаются в один клубок, распутать который будет непросто. |
| 5       | 21 ноября 2024  | Стремясь перехватить крупный госзаказ, мануфактурщик Елизарьев запускает судебный процесс против Демидова. Начавший было расследование Плевако вскоре оказывается связан по рукам и ногам: любой новый шаг — и люди Елизарьева донесут Демидову о связи адвоката с Марией.                                                                                             |
| 6       | 28 ноября 2024  | По личной просьбе императора Александра III Плевако берётся защищать светлейшего князя Грузинского, обвиняемого в убийстве любовника своей жены на почве ревности. Князь при этом заявляет, что ему оправдываться не в чем. Только феноменальная память и внимание к деталям позволят разобраться, кто в этом деле настоящая жертва.                                   |
| 7       | 28 ноября 2024  | На Плевако и Марию обрушивается лавина общественного осуждения. Чтобы прокормить семью, Плевако вынужден браться за самые низкооплачиваемые дела, среди которых дело купца Замятина. Обратив внимание на странную сумму долга Замятина, Плевако ищет его истоки, но работать практически невозможно, когда подзащитный всё время что-то недоговаривает.                |
| 8       | 5 декабря 2024  | Плевако достаётся новое безнадёжное дело: молодая женщина обвиняется в отравлении мужа. Вот только мотивов для убийства у неё не было, в отличие от брата погибшего, которого так старательно выгораживает следователь. Как только что-то начнёт проясняться, дело резко примет опасный оборот.                                                                        |
| 9       | 12 декабря 2024 | Впавший в опалу Плевако вынужден покинуть Москву. К нему обращаются за защитой крестьяне села Люторичи, страдающие от долговой кабалы и теряющие свои земли. Император Александр III в преддверии суда жёстко настаивает на изменениях в законе, он приходит к выводу, что «крестьяне в своём праве».                                                                  |
| 10      | 12 декабря 2024 | 18 лет спустя, в 1900 году, Плевако с болью наблюдает, как сын повторяет его судьбу. И тут новый удар: лучшему другу Савве Мамонтову грозит каторга за хищение 9 миллионов рублей. Все факты против него. В ходе запутанного расследования Плевако доберётся до самых верхов, но истинный злодей окажется ближе, чем он предполагал.                                   |

## Призы и награды
- 2024 — Благодарность Сергею Безрукову и Анне Матисон от Главы Республики Калмыкия Бату Хасикова за популяризацию истории и культуры калмыцкого народа в сериале «Плевако», где калмыцкие корни главного героя стали одной из ключевых особенностей[31].
- 2024 — Награда «Звезда года» (Сергей Безруков) за роли в сериале «Плевако» и в фильме «Воздух», успешное руководство Московским Губернским театром, а также работу, которая проводится с молодёжью из новых территорий России[32].
- 2024 — Награда «Режиссёр года» (Анна Матисон) на Второй церемонии награждения участников проекта «Герои PEOPLETALK»[33].
- 2025 — Победитель IV фестиваля контента стриминговых сервисов ORIGINAL+ в категории Motion Capture — при помощи этой технологии были созданы сцены судов[34].
- 2025 — Премия Ассоциации продюсеров кино и телевидения в номинациях «Лучшая оригинальная музыка к сериалу» (Тимур Эзугбая) и «Лучшая работа художника по костюмам» (Владимир Никифоров)[35].
- 2025 — Премия «Ника» в номинации «Лучший сериал»[36].
- 2025 — Премия «ТЭФИ» в номинации «Лучший исторический сериал»[37].

## Мнения о сериале
Сериал получил неоднозначные оценки критиков и журналистов.
- Варвара Никольская, «Вокруг ТВ»:

Фильм богат на неожиданные, громкие события и яркие кадры: будут и драки, и погони, и чёрная икра.
- Денис Корсаков, «Комсомольская правда»:

Альтернативный Плевако в свободное время ходит на Хитровку, чтобы там принять участие в кулачных боях с отбросами общества: смысла в этом ноль, но Анна Матисон хочет разбавить сцены в душном зале суда экшеном (а ещё она видела «Шерлока Холмса» Гая Ричи, и ей понравилось).
- Екатерина Визгалова, «Кино-театр.ру»:

Ратуя за справедливость и отказ в праве сильному, «Плевако» открыто говорит о подчинённом положении женщин и домашнем насилии, а ещё убедительно показывает важность открытой общественной дискуссии для громких уголовных процессов и недопустимость политических репрессий.
- Леонид Кискаркин, «Вокруг ТВ»:

Анна Матисон смогла снять увлекательную детективную драму в историческом антураже, где на первый план выходят характеры и судьбы людей, а не преступления и политические интриги.
- Александр Горбунов, автор Telegram-канала о русских сериалах «Эх, Сериал...»:

Мощный творческий союз Сергея Безрукова и Анны Матисон позволил создать проект, наполненный искренней любовью, музыкой, и показать достойного героя, на которого хочется равняться каждому. Сила его слова, зажигательные танцы, кулачные бои на Хитровке, многолетнее сражение за любовь и непоколебимое стремление докопаться до истины, защищая каждого, вне зависимости от социального статуса и финансового положения, — не могут не восхищать.

Внутри российского адвокатского сообщества сериал получил неоднозначные оценки.
- Нвер Гаспарян - Заместитель председателя Комиссии Совета ФПА РФ по защите прав адвокатов, советник ФПА РФ "ФПА РФ":

К сожалению, в последние десятилетия мы были обделены фильмами об адвокатах, киноэкран наводнили славные представители следствия и прокуратуры. Возникший пробел наконец-то был заполнен режиссерами фильма, возвысившими саму идею защиты права против бесправия и несправедливости. 
- Игорь Бушманов - Почетный адвокат АП Московской области, член Общественного Совета при Министерстве культуры РФ "ФПА РФ": Бывший помощник присяжного поверенного и несостоявшийся адвокат В.И. Ульянов (Ленин) в беседе с А.В. Луначарским произнес знаменитую фразу: «Из всех искусств для нас важнейшим является кино». В некоторых источниках встречается добавление «…и цирк». К огромному сожалению, вышедший на экраны десятисерийный сериал с обязывающим названием «Плевако», на мой взгляд, ближе именно ко второму виду искусства и его главный персонаж, демонстрирующий порой «клоунаду», не имеет по сути ничего общего со своим прототипом – «Пушкиным в юриспруденции», как еще при жизни называли Ф.Н. Плевако. [44]

- Андрей Зуев - Адвокат АП Московской области, председатель КА "Зуев.Про" "DTF": От сериала про историческую личность ждешь определенной правдоподобности. Помимо вопиющих намеренных неточностей (Плевако в сериале почему-то зовут Николай Федорович), само качество сериала и представление образа адвоката оставляет желать лучшего. [45]